# Старая Милеевка (Могилёвский район)
Старая Миле́евка (бел. Старая Мілееўка) — деревня в составе Маховского сельсовета Могилёвского района Могилёвской области Республики Беларусь.

## Географическое положение
Ближайшие населённые пункты: Махово, Сидоровичи.

## Население
- 1999 год — 188 человек
- 2010 год — 122 человек